# ゴジラvsキングギドラ
『ゴジラvsキングギドラ』（ゴジラたいキングギドラ）は1991年（平成3年）12月14日公開の日本の特撮映画。ゴジラシリーズの第18作、平成VSシリーズ第2作。カラー、ビスタビジョン（パナビジョン）、ドルビーステレオ。略称は『キングギドラ』『VSギドラ』『VSキングギドラ』『vsK』。
観客動員数は約270万人、配給収入は14億5,000万円（1992年邦画配収第8位）を記録した。
キャッチコピーは「世紀末・最大の戦いが始まった。」「お前だけには絶対負けない！」「12・14決戦！」。

## 概要
東宝創立60周年記念作品。物語は、タイムトラベルを経てゴジラ誕生の歴史を変えようとするなど、ゴジラシリーズの中でも意外性に満ちている。また、ゴジラが放射能を浴びて怪獣化する前の「ゴジラザウルス」という恐竜も登場するなど、ゴジラ誕生の秘密が明らかになっている。監督・脚本の大森一樹は、怪獣もの・空想科学もの・戦記ものなど東宝特撮映画の集大成と自負している。
ゴジラとキングギドラの対決は、1972年公開のシリーズ第12作『地球攻撃命令 ゴジラ対ガイガン』以来19年ぶりとなり、1対1の対決はシリーズで本作品のみである。改題再上映版ではないオリジナル作品のタイトルとして、初めて「キングギドラ」が冠されている。本作品で、ゴジラは前作での身長80メートルから、キングギドラに迫る身長100メートルに巨大化した。また、キングギドラも昭和シリーズでの悪の宇宙怪獣から、未来人によって生み出されたうえに現代人を救う怪獣に改められている。過去の人気怪獣を起用したことにより、幼少期に昭和シリーズを鑑賞した世代が親となり、子とともに作品を楽しむという親子2世代でのファン層を生み出すことになったとされる。
本作品は東宝特撮で初めてタイムトラベルが物語の鍵となっていることが最大の特色であるが、タイムパラドックスが目立っており、その点において批判もある。大森は、演出を優先して歴史改変については意図的に無視したとしており、映画の力で見ている間は違和感を感じさせないという意気込みであったと語っている。
このほかにも、「人間そっくりのアンドロイド」（『ターミネーター』）や「クライマックスにロボットで戦うヒロイン」（『エイリアン2』）、「『スピルバーグ少佐』なる人物の登場」など、ハリウッドのSF映画から影響を受けた場面も散見される。本作品は怪獣映画初の戦うヒロイン作品でもあり、同年の日本特撮では『ゼイラム』『女バトルコップ』『バトルガール』など「戦うヒロインもの」が相次いでいた。
本作品以降は怪獣による日本縦断が恒例となり、襲撃される各地の地元メディアと連携してエキストラ撮影を行い、ミニチュアセットでも怪獣に壊される看板などでタイアップを得るなどしている。地元メディアが撮影を報じるほか、エキストラ自身が劇場へ足を運ぶようになることから宣伝効果は大きく、特技監督の川北紘一は前作でシリーズの方向性が定まり、本作品ではビジネスモデルが確立したと述べている。また、クライマックスでは1991年4月に移転した東京都庁舎周辺を舞台としており、本作品以降は新しいランドマークの破壊も恒例となる。

## ストーリー
2204年、オホーツク海沖を潜航する深海調査艇が海底に眠る怪獣を発見する。乗員の1人が、それは20世紀末にゴジラと激闘を繰り広げたキングギドラであることを語る。
ゴジラとビオランテの死闘から1,000日が経過していた1992年、東京上空に巨大なUFOが突如飛来。マスコミが騒然となる中、超常現象専門のノンフィクションライター寺澤健一郎も雑誌『ムー』編集の森村千晶から原稿を依頼されるが、寺沢は本物の恐竜を見たと語る男の取材のため福岡へ向かう。その男・池畑益吉によれば、第二次世界大戦末期に日本軍守備隊として配属された太平洋マーシャル諸島のラゴス島で遭遇した恐竜がアメリカ軍を蹴散らしたという。さらに、古生物学教授の真崎洋典も取材した寺沢は、ラゴス島の恐竜がゴジラになったのではないかとの仮説を立てる。数日後、戦時中にラゴス島守備隊の指揮官であった帝洋グループ総帥の新堂靖明は、寺沢の仮説を聞き恐竜の存在を認める。
国立超科学研究センター・ゴジラチームメンバーの三枝未希により、ANEBの影響でゴジラが眠る日本海にもUFOが出現していたことが明らかになる。やがてUFOは富士山上空のヘリを消滅させると富士山麓に着陸し、23世紀の地球連邦機関の使者を名乗るウィルソン、グレンチコ、そして日本人であるエミーの3人が姿を現した。彼らは未来の日本がゴジラにより滅亡していることを伝え、寺沢が著書『ゴジラ誕生』の中で記した「ラゴス島に生息していた恐竜が、1954年にビキニ環礁で行われた核実験によりゴジラへと変異した」との仮説に基づき、「恐竜が核実験に遭遇する前に別の場所に移動させ、ゴジラの存在自体を抹殺する」という計画を提案する。日本国政府はこれを受諾し、寺沢、未希、真崎は、未来人のエミー、アンドロイドのM11と共に、タイムマシンKIDSで1944年のマーシャル諸島・ラゴス島にタイムスリップする。現地で彼らが目撃したのは、恐竜ゴジラザウルスであった。ゴジラザウルスは自身の縄張りを荒らした米軍に襲いかかり、結果的に新堂靖明率いる日本軍ラゴス島守備隊を窮地から救ったが、艦砲射撃に傷つき倒れ伏した。新堂らが撤退したあと、寺沢らは物質転送装置で瀕死のゴジラザウルスをベーリング海に転送した。これにより、日本海に眠っていたゴジラは消失するが、1992年の日本に帰還した寺沢たちが目にしたのは、エミーが過去のラゴス島で密かに放った愛玩動物・ドラットが核実験で被爆させることで誕生した三つ首の巨大怪獣キングギドラが福岡市を襲撃する姿だった。
23世紀の日本はアメリカ、ソ連、中国をしのぐ世界最大国へと発展し、圧倒的な軍事力と経済力で世界の国々を隷属させていた。そこで国力の格差是正を訴える組織に属するウィルソンらは、ゴジラに代わって自らがコントロール可能な怪獣キングギドラを使って20世紀の日本を従属させ、23世紀の日本を弱体化させようと企んでいたのである。キングギドラは福岡周辺一帯を壊滅させ、日本中に被害をもたらしながら北上する。一方、祖国の惨状に衝撃を受けたエミーはウィルソンたちの計画に疑念を抱き始め、以後寺沢たちに内通するようになる。
この危機に対し、かつてゴジラザウルスに命を救われた新堂は、ゴジラを復活させるべく、東南アジア某国に隠し持つ核搭載型原子力潜水艦ムサシ2号をベーリング海に派遣しようと企てる。そんな中で未希は、テレパシー能力によってベーリング海にゴジラザウルスとは異なる巨大な影を感知していた。ゴジラザウルスはベーリング海に偶然にも沈没したソ連原子力潜水艦の核燃料の影響を受け、すでにゴジラへ変異していたのだ。復活したゴジラは民間の原子力潜水艦であるムサシ2号を撃沈してその核エネルギーを吸収し、さらに強大な存在と化して日本に上陸、北海道網走の原野でキングギドラと会敵する。「奴はもう一度、我々のために戦ってくれる……」と呟く新堂。ウィルソンの操るキングギドラにゴジラは苦戦を強いられるが、造反したエミーがキングギドラのコントロール装置を破壊すると形成が逆転、ゴジラはキングギドラをオホーツク海に沈め、ウィルソンのUFOも破壊する。しかしゴジラは日本に牙を向くかの如く、今度は首都東京への侵攻を開始した。
寺沢たちはゴジラの脅威から日本を救うために、キングギドラを23世紀の技術で再生し、再度ゴジラと戦わせるという計画を思いつく。計画を実行するためにエミーは帰還を約束して2204年へと帰っていった。ゴジラに破壊し尽くされた23世紀の日本は最貧国となっていたが、オホーツク海ではキングギドラも瀕死の状態ながら生命力を残していた。
首都を破壊するゴジラは新宿の帝洋グループ本社ビルに接近。独り残る新堂を目の当たりにしたゴジラは一瞬沈黙するが、大きくほえるとともにビルを新堂もろとも破壊する。なおも侵攻を続けるゴジラの前に、時空を超えて再生を遂げたメカキングギドラがその姿を現した。エミーが操縦するメカキングギドラは、激闘のすえ捕獲装置でゴジラを捉えるも、小笠原海域でゴジラの熱線を受け、ともに深海へ沈む。脱出したエミーは20世紀の故郷に別れを告げると、23世紀へ帰っていった。

## 登場怪獣
ゴジラ

ゴジラザウルス

キングギドラ

ドラット

メカキングギドラ

## 登場人物
エミー・カノー
本編の主人公。23世紀・地球均等環境会議の穏健派メンバー。25歳。
日本人女性で、2204年から1992年にMOTHERでウィルソンやグレンチコらと共にタイムワープしてやって来た。当初は現代人への警告名目でウィルソンたちに同行し、ゴジラを抹殺する作戦に協力した。しかし、新たに出現させたキングギドラで、現代の日本を攻撃して国力を消耗させようとするウィルソンたちの方針に反発し、寺沢たちに協力する。
自分を力ずくで連れ戻そうとしたM11に野次をぶつけまくりながら追い払おうとしたり、メカキングギドラに乗り込んでゴジラに戦いを挑むなど、気丈でアクティブな女性である。
実は、寺沢の子孫である。本編では寺沢本人に言うことはなかったが、ノベライズ版では別れの直前に画面越しに述べている。
ノベライズ版では、寺沢と千晶の結婚パーティーにコッソリ現れ、受付に自分と母親の写真が入ったペンダントを千晶に渡すように頼んだ。
- 大森一樹による『ゴジラ3 ストーリー概要』では、「エミ」という名前であった。また、脚本準備稿までは寺沢の子孫だという設定はなく、千晶も登場しないため、寺沢との関係性はほのかなラブロマンスとなっていた。撮影でも大森からラブシーンと指示されることもあったが、演じる中川安奈はどう表現すべきか悩んだという。
- エミーの心情や立ち位置の変化にあわせて、髪型や衣裳も変化している。中川は、未来人としての要素は脚本で書かれていた機械類の扱いなどの部分に委ね、自身の演技では現代人との違いを意識せずに演じたと述べている。ウィルソンとの立ち回りでは、相手役のチャック・ウィルソンが殴ってもビクともしなかったことからムキになって燃えてしまい、周りの止める声も聞こえず監督に怒られたという。

寺沢 健一郎（）
超常現象専門のノンフィクションライター。33歳。
「太平洋戦争時代に恐竜を見た」というネタを追っていくうちに、ゴジラ誕生の仮説を立て『ゴジラ誕生』という著書で出版しようと目論んだことから、今回の一件に深く関わっていく。都会の外れに自らが書いた超能力関係の著書での収入で建てた一軒家に住んでいるが、本人は人物系ノンフィクションへ移行したいと考えている。ウィルソンを殴り合いで倒すほど、血気盛んで腕っ節も強い。愛車は赤いトヨタ・ランドクルーザー。
結局、『ゴジラ誕生』は記録に残るほど話題には至らなかったが、ノベライズ版ではエミーが歴史を改変したため、国際的な大ベストセラーとなった。
- 演じる豊原功補は、監督の大森一樹から日常生活のような雰囲気の芝居という方向性を提示され、カップ焼きそばを食べながらのシーンなどを取り入れた。豊原は、従来の怪獣映画の主人公はきちんとした人物という印象であったが、生活感のあるイージーな人物とすることで柔らかさを出したかったと述べている。千晶との関係性についても、ドライなのではなく自然な会話の仕方であったと述べている。「Make my day」のセリフやターザンのような叫びなどは豊原のアドリブであった。
- 準備稿では、自宅はマンションの一室という設定であった。

三枝 未希（）
超能力者で、国立超科学研究センターのゴジラチームのメンバー。20歳。
ビオランテとの戦いで日本海に追われたゴジラを2年以上監視し続けていた。今回はゴジラ監視だけでなく、ゴジラとゴジラザウルスの関係をテレパシーで確認するため、1944年のラゴス島へエミーや寺沢たちと共にタイムワープし、ゴジラザウルスに遭遇するという体験をする。超能力を使用する場面は少ないが、本作品でもベーリング海でうごめくゴジラを感知している。
- 本作品の前に企画されていた『モスラVSバガン』では、ゴジラシリーズとのつながりを持たせるため未希の登場が予定されており、その流れから本作品でも登場することとなった。
- 演じた小高恵美は、前作では超能力少女という設定から生活臭を感じさせないよう演じることを心がけていたが、本作品では未来人も登場するため差別化として現代的な20歳の女性らしさを出すことを意識していた。また、本作品でゴジラのルーツに触れたことで、動植物と共存していくべきという未希の心情と小高自身の気持ちが一致していったといい、のちのベビーゴジラ（リトルゴジラ、ゴジラジュニア）への想いへと繋がっていったとされる。
- ドラットを可愛いと評する場面について、小高はドラット自体を可愛いと言うことに抵抗があったため、笛を吹いて肩に停まることが可愛いという意味合いで演じたが、完成作品では編集によりニュアンスが変わったと述べている。

森村 千晶（）
雑誌『ムー』の編集記者で、寺沢の恋人。29歳。
寺沢とともに、真崎や新堂の元を尋ねて取材を行う。ゴジラやキングギドラの一連の事件には直接関わっていないが、ラストシーンで23世紀へ帰るエミーが乗るKIDSを寺沢と2人で見送る。
本編ではエミーとの血縁関係ははっきりしていないが、ノベライズ版ではエミーの母親が千晶と瓜二つであり、2人の血縁関係が示唆されている。
- 準備稿では登場しておらず、中井静夫という男性となっていた。所属も「WOO編集部」という架空のものであった。寺沢役の豊原は、『ムー』を読んだことがなかったため、撮影時は架空の雑誌だと思っていた。
- 脚本では、ラストシーンに登場する予定はなかったが、大森の意向により撮影前日に急遽登場が決まった。しかし、大森が想定していた完成した『ゴジラ誕生』を千晶が寺沢へ渡すシーンは、周囲の反対により実現しなかった。書籍『ゴジラ大百科』では、千晶の出番が少ないことを惜しんでいる。

土橋 竜三（）
内閣安全保障室室長。50歳。
保障室内にGルームを再編成した中心人物で、想像を絶する2大怪獣の対策に就く。また、日本政府の窓口として未来人との交渉にあたる。キングギドラに対抗するため、核によってゴジラを再び誕生させてはと提案してしまう一幕もあったが、自身で決行するには至らない。新堂とは旧知の間柄である。
次作『ゴジラvsモスラ』では国家環境計画局に出向する。
- 演じる小林昭二は、大森から土橋は大臣クラスではなく官僚だとの説明を受けたが、官僚色を出す場面はなかったため交渉口のキャップとして演じたと述べている。

真崎 洋典（）
古生物学者で東都大学古生物学教授。48歳。
穏やかな人柄で、恐竜を専門とし、一部の恐竜は6,550万年前の大量絶滅を生き延びたとする恐竜生存説を提唱している。寺沢の取材を受けたことから、寺沢や未希と共にゴジラ抹殺作戦に参加することとなる。その後も、国立超科学研究センターに出向して協力する。
- 演じる佐々木勝彦は、教授という設定から『メカゴジラの逆襲』で共演した平田昭彦を連想し、白髪頭のエキセントリックなキャラクターとすることを考えていたが、大森からはそのままでよいと言われ、普通の演技とした。
- 小説版では、寺沢とは大学の探検部での先輩後輩という関係であった。

ウィルソン
23世紀人で地球均等環境会議の過激派メンバー。40歳。
20世紀の日本の国力を消耗させる作戦を遂行するため、地球連邦機関のMOTHERをジャックし、1992年の日本へグレンチコたちとともに現れた。日本の将来を救うためと偽ってゴジラを歴史から抹殺した後、自分たちが操るキングギドラで日本を攻撃する。エミーに裏切られて当初の作戦は失敗するが、それを笑い飛ばすと「キングギドラはもういらない。我々の目的はゴジラが達してくれる」と言い放つ。
最後はエミーたちとの格闘で昏倒させられた後、MOTHERごと網走にいるゴジラの目前へ転送され、放射熱線で吹き飛ばされて死亡する。
- 書籍『ゴジラ大百科 新モスラ編』では、肉体派であるチャック・ウィルソンを知能派の役に据えることで、ミスマッチから溢れ出る胡散臭さが未来人のいかがわしさにマッチしていると評している。エミー役の中川は、チャックは立ち回りでも手を抜かず痣だらけになったといい、寺沢役の豊原もチャックの打撃は重く筋肉痛になったと述懐している。

林田（）
1992年の内閣総理大臣。
自らが中心となってウィルソンたちと会談するが、彼らの本当の目的がキングギドラの力で現代の日本を支配することだと知ると半信半疑になり、怒りをあらわにする。
ノベライズ版では、新堂とは大学の同級生であり本編でも交流があり、映画より登場が多い。

モールズ
23世紀の地球連邦機関代表。声が渋い。
20世紀から帰還したエミーとともに、深海調査艇で海底に眠るキングギドラを回収し、サイボーグ化を了承する。

池畑 益吉（）
博多で焼き鳥屋台「らごす」を営む老人。65歳。
太平洋戦争中は新堂の部下の日本兵で、ラゴス島にてゴジラザウルスに遭遇する。その時の経験を展示会「恐竜ワールド」会場で無断演説したことを機に、寺沢の取材を受ける。
- 演じる上田耕一は、自身初めての老け役であったためどこまで老けさせるか悩んだが、最終的には内面を重視して年寄りを意識した演技はせず、メイクのみで年齢相応にみせている。上田は、池畑が繊細であったため戦地での経験に強い影響を受けて現在の様になったと解釈し、真実と異常の境界をさまようような芝居を心がけたと述べている。
- 「らごす」の遠景になっている長浜の風景は、大森のロケハン時に撮影された。「らごす」の屋台には東宝映画『連合艦隊』のポスターが飾られているが、ポスターそのものは東宝にも残っておらず、撮影には会長室にあった原画が用いられた。

グレンチコ
23世紀人で地球均等環境会議の過激派メンバー。30歳。
ウィルソンの右腕的存在で、ともにキングギドラを操る。ゴジラの復活を知り、1992年の人類を「愚かな時代だ。救いようのない原始人どもだ」と嘲う。
最後はウィルソンと共にエミーたちとの格闘で昏倒した後、MOTHERごと網走のゴジラの目前に転送され、放射熱線で吹き飛ばされて死亡する。

M11（）
2204年の地球で生まれた23世紀の未来人をサポートする高性能アンドロイド。見た目は人間と変わらないが、優れた頭脳と車に走って追いつくほどの身体能力、KIDSやMOTHERの操縦や各種操作や防御のための戦闘などで人間を大きく超えた能力を発揮する。英語と片言の日本語で会話する。表面は焼かれるが、炎の中でも活動可能。
物語前半ではウィルソンの手先として暗躍するが、中盤でエミーによって頭部の命令系統のプログラムディスクを交換されて指令者を変更し、彼女の仲間となる。終盤ではそのAIのみがメカキングギドラのコクピットであるKIDSの操縦席に搭載され、操縦システムの一部となる。
- 機械が露出することから、西川伸司により機械部分もデザインされた。デザイン面では『ターミネーター』の影響下にある。吉田穣もデザインを手掛けたが、担当が特撮班から本編美術になったため没になった。
- 作中、車の爆発に巻き込まれて機械が露出するシーンは特殊メイクで撮影されたが、エミーがディスクを交換するシーンでは演じるロバート・スコット・フィールドそっくりのダミーヘッドが用いられた。ダミーヘッドはスコット本人から型を取って作られたが、型取りの際にスコットが鼻に入れていた呼吸用のストローが落ちてしまい、呼吸困難に陥った。このダミーは、撮影後スコットが貰い受け、後年自身が営む居酒屋に飾るなどしていた。
- 自動車を襲撃するシーンでは、並走するカメラ車に牽引される台車の上に俳優を固定して撮影を行っている。スコットは、テレビドラマ『600万ドルの男』をイメージしたと述べている。自動車の運転シーンはスコット本人が運転を行ったが、ドアを引き剥がすシーンや横転するシーンなどはスタントマンが運転した。炎上した車から出てくるシーンでは、火のついたジャケットは糸が抜かれて破くことができる仕様となっていたが、本番では破くことができず、スコットは熱さに耐えながら普通にジャケットを脱いだ。
- MOTHER内部での戦闘シーンに口にしている「Here I am（私はここだよ）」の台詞は、スコットのアドリブである。
- スコットが名前の由来について大森に尋ねたところ、「それは考えてない」と返されたという。

藤尾 猛彦（）
物理学者で国立超科学研究センター所長。45歳。
突如出現したMOTHERに対する会議に参加したことで、内閣安全保障室に協力する。紳士的な物腰かつ良識者で、新堂がベーリング海へ原潜を向かわせたと知った際には彼を強く非難している。ゴジラが復活してキングギドラを一度倒した後はGルームを退席するが、一連の事件を寺沢たちと最後まで見送る。

新堂 靖明（）
帝洋グループ総帥。75歳。
財界の大物であると同時に、「恐竜博士」を自称する無類の恐竜マニアでもある。太平洋戦争中は日本陸軍少佐、ラゴス島守備隊隊長だった。部隊はアメリカ軍の猛攻の前に玉砕寸前だったが、戦闘中に現れたゴジラザウルスがアメリカ軍を蹴散らしたために結果的に救われ、ラゴス島撤退直前には傷ついたゴジラザウルスに涙を流しながら謝意と敬礼を送った。復員後は帝洋グループを創設して日本を経済大国として復興させたが、自らの企業に原子力潜水艦を所有させてしまうなど、その企業倫理は破綻していた。改変前の未来では、帝洋グループは世界最大の企業グループになっている。
キングギドラへの対抗手段としてゴジラを復活させるため、前述の原潜をいち早くベーリング海へ向かわせる。自分を救ったゴジラザウルス=ゴジラを「救世主」と半ば神聖視していたが、やがて自らの認識錯誤を悟る。最後は、新宿の本社ビルに1人残ってゴジラと再会し、見つめ合って幾度かのうなずきを経て放射熱線を受け、爆死する。
- 大森が執筆した『ゴジラ3 ストーリー概要』では、「神宮寺章」という名前であった。続く『キングギドラVSゴジラ』のシノプシスでは「神宮寺将一郎」に変更された。小説版では、「新藤」と表記している。
- 演じた土屋嘉男は、役について「ゴジラと心を通わせる男という、歴代唯一の役」と監督の大森一樹から説明されたという。特技監督の川北紘一によれば、土屋は自身が何もしない方がうまくいくと考え特別な演技はしなかったといい、川北は土屋だから絵になったと評している。

## 登場兵器・メカニック

### 架空
未来

MOTHER（）
地球連邦機関が開発した巨大円盤型タイムマシン。双子のアンドロイドであるM101・M102が操縦する。
東京上空に出現した当初はUFOとして認識された。元々は地球連邦機関 (EUO) の所有物で、ウィルソンら地球均等環境会議が強奪した。船内にはアンドロイドが多数警備にあたり、KIDSやスカイモビル、フライングスクーターなどの小型艇が収容できるパーキングドームをはじめ、三次元映像投影装置、エントランス中央の天井にはメインルームに通じる上階の通路へ乗員を上昇させる光を照射する装置など、現代の科学力を遥かに超えた設備を持つ。KIDSを搭載し、防御用のバリアも備えている。また、緊急時には20分後に2204年に自動的に戻ることができる緊急避難装置がある。着陸用に脚部を収納可能。
ウィルソンらに反旗を翻し、現代人側についたエミーたちの手で日本政府の政治を代行させるコンピュータを破壊された上、ゴジラの目の前に転送される。緊急避難装置は作動したが、未来へのタイムワープ約1分前に転送が完了したため、ゴジラの放射熱線によって破壊される。
- 決定デザインは青井邦夫が手掛けた。そのほか、西川伸司により時計をモチーフにした自立可能で地面に置けるものもデザインされた。そのほか、本編美術助手の新垣博人によるデザイン案も存在する。空飛ぶ円盤型となっているのは、宇宙怪獣であるキングギドラを操る宇宙人がやってきたとのミスリードを誘う狙いもあった。
- 司令室のセットは、東宝スタジオ第8ステージに設営された。円盤状のメカであることから、曲面を多用している。ウインド外の風景をプロジェクターで映し出すものとなっていたが、実際には合成処理が多用された。また、合成を続けていては保たないため、窓にカバーが追加された。コンピューター室は、司令室のセットを飾り変えている。エントランスはMOA美術館で撮影され、同施設の色彩が変化する照明がそのまま使われている。エミーの部屋でM11が横たわるシートは、床屋の椅子を改造したものである。同室には畳も用いられていたが、画面にははっきりと映っていない。
- ミニチュアの制作はオガワモデリングが担当した。1/100スケール（直径1メートル）で、回転用のモーターとライトを内蔵している。発光部のディテールアップパーツは、『さよならジュピター』のメカのものを流用している。爆破シーンは、石膏板に写真を貼り付けたものを爆破している。
- KIDSが格納されているパーキングドームのミニチュアセットは、当初はカラフルな電飾が施されていたが、本編側で再現することができないため撮り直しとなった。
- 監督の大森一樹は、冒頭では発光体として登場させることをイメージしていたため、特撮班による映像で画面の真ん中から大映しになっていたのは想定外であったという。

KIDS（）
地球連邦機関が開発した3次元プロジェクターを持った小型飛行艇型のタイムマシン。普段はMOTHERのパーキングドームに収容されている。
潜望鏡のようなテレビカメラにより艇外を偵察。機体前部には他の物体を別の場所に移送させるテレポーテーション光線が発射されるテレポートシステムが内蔵されている。この移送は生物も可能だが、動かない状態であることが必要とされる。
後にメカキングギドラのコクピットに改造され、決戦後は未来へと戻って行った。
- KIDSの名称がつけられる前は、「タイムボート」という名称であった。
- デザインは青井邦夫がデザインしたものを西川伸司が川北の指示でデザインし直したものとなっている。青井は、コクピットのセットでも窓が作りやすいよう2次曲面で描いていたが、実際のセットでは窓は作られなかった。そのほか、西川や新垣博人によるデザイン案も存在した。
- ミニチュアの制作はオガワモデリングが担当した。ボディは、ウレタンを削り出した原型からFRPで型取りし、パラボラ部はアクリル板を用いている。ディテールアップには、ゾイドのパーツなども用いられた。オガワモデリングが複製したプロップが2020年の時点で現存が確認されている。
- 飛行シーンには、ブルーバック撮影を用いている。中盤でエミーが23世紀に帰るためにKIDSで飛び立つシーンでは、KIDSの機体は映さずライトの光と影のみで飛び去る様子を表現している。
- 機内のシートは、解体した自動車のものを用いている。デザイン画では濃い青となっていたが、材料の都合により実際には薄い青となった。デジタルパネルは実際に時間表示ができる仕様となっていたがうまく作動せず、切り文字での描写となった。
- 着地シーンの効果音は、前作でのスーパーX2のファイヤーミラー展開音を用いている。

深海調査艇
地球連邦機関所属の潜水艇で、3人乗り。強力なサーチライトを搭載している。
エミーとM11、モールズが搭乗して、ゴジラに敗れ負傷し、オホーツク海に沈んだキングギドラの調査に向かう。
- ミニチュアはテレビドラマ版『日本沈没』（1974年）に登場したわだつみの流用。サーチライトが新規に取り付けられた。MOTHER、KIDSに合せたデザインも描かれていたが未使用に終わった。

- コクピットのセットは、KIDSのものを飾り変えている。

BABY
バックパック型飛行ユニット。使用者はこれを背負い同時に安全面も考慮してヘルメットを被り、手にした専用リモコンを操作することで、空中浮遊し低速移動できる。劇中ではエミー、M11、寺沢が使用する。
- 脚本では一人乗り飛行マシーンのフライングスクーターが登場予定であり、デザイン画も用意されていた。

レーザーガン
MOTHER 内を警備する武装アンドロイドたちが装備する光線銃。赤いレーザーを発射するハンドガンタイプと、青いレーザーを発射するショットガンタイプの2種類があり、前者はM11とエミー、後者は寺沢が使用している。
- 後者のプロップは、市販のモデルガンを改造したもので、先端に合成きっかけ用のライトを仕込んでいる。2020年の時点まで現存が確認されている。

キイブロッカー
あらゆる電子ロックを解除できる装置。寺沢の自宅に侵入しようとしたエミーが使用した。
- 劇中での使用シーンはカットされている。

現代
ムサシ2号
帝洋グループが、日本が核関連事故など何らかの理由で核汚染した際の核シェルター代わりとして極秘建造した原子力潜水艦。核ミサイルを搭載している。常時は東南アジアの軍事施設に保管され、乗組員は軍事訓練を受けた帝洋社員が搭乗している。未来人の策謀により、ベーリング海に転送された「ラゴス島の恐竜（=ゴジラザウルス）」をゴジラとして復活させようとしたが、同海域で起きたソ連の大型原子力潜水艦の沈没事故による核燃料漏れにより怪獣として復活していたゴジラに遭遇し撃沈され、ゴジラはさらに核エネルギーを吸収、強大化する。
劇中では「ムサシ」の名は使われず、「オペレーションG」と呼ばれている。小説版での艦名は帝洋コンツェルン総帥・新堂靖明の名をもじった「神童」となっている。
- 当初ミニチュアが新造される予定だったが、予算の都合により1984年公開の『ゴジラ』で使用されたソ連原子力潜水艦を若干修正し再利用された。西川伸司や青井邦夫による検討デザインも描かれていた。流用を提案した青井は、ロシアなら原潜を企業に売り払うだろうと想定していたと述べている。その後、ミニチュアは2009年の時点で東宝の倉庫に保管されているのが確認されている。
- 大森の当初の構想では「自衛隊が実は核兵器を保有しており、日本の核で恐竜がゴジラになる」という案であった。しかし、田中友幸は「（被爆国の）日本が核兵器を持つとは何事だ」と反対意見を述べたため、日本国外に一企業が核を保有するという設定に変更になった。これに田中も「日本国内には無いんだな」と確認した上で同意したという。原潜でゴジラを誕生させるという展開も、田中が人類が自ら核によりゴジラを生み出すことに強く反対し、完成作品での内容に改められた。
- 大森により初期に書かれた『ゴジラ3 ストーリー概要』では「武蔵」という名称で、続く『ゴジラvsキングギドラ シノプシス』で「ムサシ2号」となった。

92式メーサー戦車

### 実在
自衛隊
74式戦車
MOTHER包囲作戦で出動。
61式戦車（61式中戦車）
82式指揮通信車
73式装甲車
73式大型トラック
73式中型トラック
73式小型トラック
1/4tトラック
中砲けん引車
偵察用オートバイ
75式ドーザ
75式130mm自走多連装ロケット弾発射機
MOTHER包囲作戦で出動。
67式30型ロケット弾発射機
75式自走155mmりゅう弾砲
203mm自走榴弾砲
MOTHER包囲作戦で出動。
155mmりゅう弾砲FH-70
地対空誘導弾ペトリオット（名称のみ）
はるな型護衛艦「ひえい」（護衛艦はるな型DDH-142ひえい）
未希と真崎を乗せ、オホーツク海のゴジラ調査へ向かう。哨戒ヘリコプターを発進させる。
たかつき型護衛艦「たかつき」（名称のみ）
F-15Jイーグル（F-15J要撃戦闘機）
航空自衛隊千歳基地の第2航空団がキングギドラ迎撃のため出動する。
- ミニチュアはオガワモデリングが制作し、ハセガワの1/32スケールプラモデルをベースとしている。

OH-6D観測ヘリコプター
MOTHERに撃破された。
HSS-2B哨戒ヘリコプター（HSS2-B対潜哨戒ヘリ）
未希と真崎が乗り込み、網走・オホーツク沿岸でゴジラを発見する。
ベルUH-1B（ベルUH-1イロコイ）
ヒューズ500
M16A1アサルトライフル

大日本帝国陸軍
伊号潜水艦
ラゴス島撤収時に島の近海に浮上していた。
- ミニチュアではなく、書き割りで表現された。

九九式軽機関銃
三八式歩兵銃

アメリカ軍
LVT(A)-4水陸両用トラクター
アイオワ級戦艦
書籍『ゴジラ大辞典』では、該当する艦はないと記述している。本編の撮影はあきづき型特務艦「あきづき」で行われた。ミニチュアは、映画『連合艦隊』（1981年）で用いられた戦艦大和を改造している。砲撃シーンは、前作での護衛艦の発砲シーンを流用している。
M20スーパーバズーカ
M1919A4重機関銃
M1カービン
M3サブマシンガン
トンプソンM1短機関銃
マークII手榴弾

## 設定
国立超科学研究センター
藤尾が所長を務める組織。ゴジラを監視・研究する「ゴジラチーム」を編成し、防衛庁と連携して対G兵器の研究開発も行っている。
後に人員の多くが国連G対策センターに統合され、対ゴジラ専門機関として発展する。
- 外観と前庭は川崎市市民ミュージアムを用いている。

内閣安全保障室Gルーム
土橋が中心となって再建された日本政府のゴジラ対策のための総本部。前作『ゴジラvsビオランテ』の同名の部署より規模が拡大したため専用の司令室を持つようになり、有事の際には防衛庁長官や幕僚長らもここの席に着き、指揮を執る。
- 司令室のセットは、事務的なイメージからグレーで統一している。

帝洋グループ
太平洋戦争後、新堂が創立した巨大コンツェルンで、新宿に本社屋を構える。戦後日本の経済復興の立役者と言われており、むさし2号を東南アジアの軍事施設に保管するほどの規模を誇る。
歴史が改変されなければ、23世紀にはさらに巨大な影響力を全世界に振りかざし、右に出る者がいないほど肥大化しているとエミーが寺沢に語っている。しかし復活したゴジラにより、新宿の本社屋は新堂を巻き込んで破壊されてしまう。
- 大森が執筆した『ゴジラ3 ストーリー概要』では、「三友コンチェルン」、準備稿での名称は「帝栄グループ」であった。また、脚本では所在地が麻布となっていた。
- 帝洋グループ本社ビルの室内は、フジタの旧本社ビルで撮影された。恐竜の絵や模型以外の調度品は同社のものをそのまま用いている。外観は、実在のビルの画像をマットペイントで加工している。

恐竜ワールド
福岡県のシーサイド公園で開かれた帝洋グループ主催の展示会で、ここで池畑が許可なく抗議・演説を行ったことで寺沢の関心を引く。
- 外観は、当時シーサイドももちにあった西部ガスミュージアム（2003年3月に閉鎖）で撮影された。大森がロケハンの際に撮影した映像で、1989年9月3日に閉会したアジア太平洋博覧会（よかトピア）のテントやパビリオンの解体が映り込んでいる。
- 展示会のシーンは、宇都宮市の栃木県立博物館で開催されていた「大恐竜展」で撮影された。準備稿では、開催地は東京となっていた。

ラゴス島
太平洋マーシャル諸島のルオット島とクェゼリン島に挟まれた小さな架空の島。第二次世界大戦中にゴジラの前身であるゴジラザウルスが住んでおり、攻め込んできたアメリカ軍や、本島の日本軍守備隊だった新堂と池畑たちに目撃されている。
池畑が博多で営んでいる「らごす」の名は、この島から採ったものと思われる。
- 大森により初期に書かれた『ゴジラ3 ストーリー概要』では、「ラーゴㇲ島」という名称であった。
- 本編班の撮影は三浦半島で行われた。守備隊の司令所も、現地の洞窟を飾りつけている。ゴジラザウルスの登場シーンは、東宝スタジオの造園スペースで撮影された。

23世紀の地球
エミーの話によると、ゴジラは23世紀まで出現しておらず、21世紀、日本は経済大国となり、南アメリカやアフリカといった赤字国の国土まで買収して領土を拡張。22世紀末にはアメリカ・ロシア・中国以上の国土を持つ地球一の大国となる。また、核兵器は21世紀末に地球上から全て破棄され、各国は武力で日本の暴走を抑えられなくなったという。
しかし、現代においてキングギドラの出現やゴジラの復活といったウィルソンらの干渉で歴史が改変してしまい、ウィルソンらを倒した後にエミーらが一度23世紀に帰還した時には、日本は繁栄に溺れた末に怪獣によって滅ぼされ最貧国になったとモールズが明かしている。
- 未来人の衣装は、従来の宇宙人などのような銀ラメやタイツといったイメージではなく、現代の地球人の延長線上としてデザインされた。

地球連邦機関
英語表記はEUO（Earth Union Organization）。23世紀の地球統合機関。しかし、この組織ですら日本の肥大化は止められなかった。20世紀の日本の国力を消耗させる作戦を計画したウィルソンらによってMOTHERを奪取されている。また、改変されてしまった23世紀ではキングギドラをサイボーグ化させる。
地球均等環境会議
23世紀の国家間の力の極端な差を無くすことを目的とする運動グループ。世界中から穏健派・過激派までさまざまなメンバーが参加している。

## キャスト
- エミー・カノー[出典 108]：中川安奈
- 寺沢健一郎[出典 109]：豊原功補
- 三枝未希[出典 110]：小高恵美
- 森村千晶[出典 111]：原田貴和子
- 土橋竜三[出典 112]：小林昭二
- 真崎洋典[出典 113]：佐々木勝彦
- ウィルソン[出典 114]：チャック・ウィルソン
- 林田首相[出典 115]：山村聡
- MTCテレビ・レポーター[出典 116]（レポーター[8][248]）[注釈 26]：時任三郎
- ゲストコメンテーター[出典 117]（矢追純一[出典 118]）[注釈 27]：矢追純一
- ラゴス島アメリカ軍大佐[出典 119][注釈 28]：ケント・ギルバート
- ラゴス島アメリカ軍少佐[237]（スピルバーグ少佐[出典 120]）[注釈 29]：ダニエル・カール
- アメリカ軍副官[247][252]（アメリカ海軍副官[8][255]、ラゴス島アメリカ軍副官[20]、副官[94]）：ジェフ・バーグランド
- モールズ[出典 122]：東銀之介
- MTCテレビ・カメラマン[出典 123]（カメラマン[8][257]、TVカメラマン[249]、新宿のTV局カメラマン[20]）：森末慎二
- 国立超科学研究センター所員[出典 124]（超科学研究センター所員[94]）：風見しんご
- 新堂の秘書[出典 125]：吉満涼太
- 防衛庁長官[出典 126]：佐原健二
- 航空幕僚長[出典 127]（高岡冬樹[94][注釈 30]）：黒部進
- 統幕議長[出典 128]（統合幕僚会議議長[8][263]）：仙波和之
- 陸上幕僚長[出典 129]（志村武雄[264][94][注釈 30]）：荻原賢三
- 海上幕僚長[出典 130]（平田大輔[94][注釈 30]）：辰馬伸
- ラゴス島日本軍軍曹[出典 131]（ラゴス島守備隊軍曹[247][20]、軍曹[94]）：渡辺哲
- 自衛隊情報処理室員[出典 132]（情報処理室員[94]）：小木茂光、井上康、秋田宗好[注釈 31]
- 自衛隊情報処理室員[出典 133]（情報処理室員[94]）：坂田祥一郎
- M101[237][238]（アンドロイドM101[239]）：マイケル・フォキャノン
- M102[237][238]（アンドロイドM102[239]）：マーク・フォキャノン
- テレビキャスター[出典 134]（ニュースキャスター[8]）：藤本修子
- 池畑益吉[出典 135]：上田耕一
- グレンチコ[出典 136]：リチャード・バーガー
- M11[出典 137]（アンドロイドM11[出典 138]）：ロバート・スコット・フィールド
- 藤尾猛彦[出典 139]：西岡徳馬
- 新堂靖明[出典 140]：土屋嘉男

### ノンクレジット
- 避難を呼びかける広報車の声：大森一樹[出典 141]
- 地下街の客：川北紘一[出典 142][注釈 32]、桜井景一[274]
- 札幌の自衛隊員：佐熊慎一[275]、白石雅彦[275]、高橋勲[275]
- テレビアナウンサー：浅沼孝[94]
- 予告編ナレーター：小林清志[263]

### スーツアクター
- ゴジラ[出典 143] - 薩摩剣八郎
- キングギドラ[出典 144] - 破李拳竜
- ゴジラザウルス[出典 145] - 福田亘

## スタッフ
- 製作：田中友幸
- 脚本・監督：大森一樹
- 特技監督：川北紘一
- プロデューサー：富山省吾
- 撮影：関口芳則
- 美術：酒井賢
- 録音：宮内一男
- 照明：粟木原毅
- 編集：池田美千子
- 助監督：米田興弘
- 製作担当者：徳増俊郎
- 音響効果：伊藤進一（東洋音響カモメ）
- 音楽：伊福部昭
- 音楽プロデューサー：岩瀬政雄、北原京子
- 音楽ミキサー：大野映彦
- サントラ盤：バンダイビジュアル
- 監督助手：松本清孝、井上隆、河畑孝夫、近藤孔明
- 撮影助手：脇屋隆司、田村裕一、清久素延、村楚茂樹
- 照明助手：入口正平、清野俊博、白石成一、田部谷正俊、安井勲、原由巳
- 照明機材：北川忠利
- 録音助手：渡辺宸彬、三沢武徳、白取貢
- 特殊機械：宮川光男、鹿山和男
- 美術助手：志村恒夫、新垣博人、佐藤あかね
- 装置：丸山勝治、笠原良樹
- 組付：田中秀典
- 装飾：田代昭男、河原正高、遠藤裕一郎、南沢修
- 電飾：稲畑秀男、飯野将貴
- スチール：工藤勝彦
- 編集助手：糸賀美保、斉藤美津子
- ネガ編集：青木千恵、福光衣久子
- 音響効果：伊藤進一、中村佳央、西村洋一
- 記録：加藤八千代
- 未来人衣裳デザイン：出川淳子
- 衣裳：稲毛英一
- ヘアーメイク：平内満喜子
- 俳優係：田中忠雄
- 製作係：福島聡司、片岡憲和
- 擬斗：宇仁貫三
- 操演：ローカスト
- カースタント：スーパー・ドライバーズ
- 特殊技術
  - 撮影：江口憲一、大根田俊光
  - 美術：大澤哲三
  - 照明：斉藤薫
  - 特殊効果：渡辺忠昭
  - 操演：松本光司
  - 造形：小林知己、品田冬樹、村瀬継蔵
  - 助監督：鈴木健二
  - 製作担当者：小島太郎
  - 監督助手：千葉英樹、神谷誠、北村太志
  - 協力撮影：桜井景一
  - 撮影助手：佐々木雅史、有田勝美、長谷川卓、渡辺太郎
  - 照明助手：内山信夫、久道雅弘、山本眞生、佐熊愼一、入口正平、壱岐尾りつ子
  - 照明機材：棚網恒夫
  - 美術助手：高橋勲、斉藤紀子、弦巻圭子
  - 操演助手：鈴木豊、白石雅彦、三池敏夫
  - 特効助手：久米攻、岩田安司、中条勝美
  - 造形助手：村瀬直人、小川正、棟方利幸
  - 背景：小島耕司
  - 装置：野村安雄
  - 組付：鴨志田平造
  - スチール：中尾孝
  - 編集：東島左枝
  - ネガ編集：大朝和代
  - 記録：黒河由美
  - 製作係：柴田誠
  - キングギドラデザイン：西川伸司
  - メカニカルデザイン：青井邦夫
  - ストーリーボード：杉田篤彦
  - デザインアドバイザー：隅谷和夫
- 特殊視覚効果
  - オプチカルスーパーバイザー：小川利弘、小野寺浩、松本肇、宮西武史
  - エフェクトアニメーション：橋本満明、渡辺義治、吉沢一久、西山明宏
  - オプチカルエフェクト：岸本義幸、佐藤高典、佐藤元
  - モーションコントロール：木下良仁
  - フォトエフェクト：藤下忠男、泉谷修
  - マットペイントカメラマン：三瓶一信
  - マットペインター：石井義雄
  - コンピューターグラフィックス：阿部健一、鵜沢洋之、大屋哲男、今井輝行、栗倉龍一、舩沢世志保
  - ビデオエフェクト：萩原賢治
  - タイミング：岩田卂夫
  - タイトル：小谷野博
  - プロデューサー：山辺崇、谷信弘
- 特殊視覚効果：東京現像所、マリンポスト、日本エフェクトセンター、音響ハウス
- 製作協力：ファーストウッド・エンターテインメント
- 協力：防衛庁[注釈 33]
- 協賛：エフコープ生活協同組合、メンバーズ博多チェックメイト
- 資料協力：テレビ東京、東海大学情報技術センター
- プロダクション協力：東宝映像美術、東宝スタジオ、東宝サウンドクリエイティブスタジオ、東宝コスチューム
- 東宝映画作品
- 配給：東宝

## 作品解説

### スタッフ
前作『ゴジラvsビオランテ』（1989年）に引き続き脚本と監督には大森一樹が起用され、特技監督は川北紘一が務めた。田中友幸も引き続き製作としてクレジットされているが、体調面の問題から実務はプロデューサーの富山省吾に重きが置かれていった。富山によれば、前作では『ゴジラ』（1984年版）の分析から田中はスタッフを一新したが、本作品は前作の出来を踏まえてほぼ続投するかたちとなった。
前作で実質的にゴジラの造型作業を担当した小林知己は、本作品で初めて正式にクレジットされた。
大森は、前作は大張り切りであったが、本作品は苦し紛れの開き直りであったと述懐している。別のインタビューでは、前作は社会派の体裁でA級映画感を目指したが、本作品ではその枠を外してなんでもやったと述べている。
未来人の衣装デザインは出川淳子が担当し、シリーズ初の衣装デザイナーとなった。出川は短期間での作業を要望され、クランクイン10日前に3時間ほどでデザインを仕上げたという。出川は以後VSシリーズの衣装デザインを担当するが、本作品の時点ではキャラクターデザインの一部という扱いで衣装の役割は軽かったと述懐している。

### キャスティング
ヒロインの中川安奈を筆頭に、主要メンバーには前作でサブキャストだった豊原功補と佐々木勝彦に原田貴和子と前作に引き続き三枝未希の小高恵美が固める。悪役の未来人およびアンドロイドをチャック・ウィルソン、リチャード・バーガー、ロバート・スコット・フィールドら外国人が担当。それらにシリーズ初参加の西岡徳馬と、『ウルトラマン』のムラマツ・キャップ役や「仮面ライダーシリーズ」の立花藤兵衛役などテレビ特撮で著名な小林昭二が、ゴジラシリーズに初出演した。そして東宝特撮映画の顔である土屋嘉男が『ゲゾラ・ガニメ・カメーバ 決戦!南海の大怪獣』以来21年ぶり（ゴジラシリーズでは『怪獣総進撃』以来23年ぶり）に、佐原健二が『メカゴジラの逆襲』以来16年ぶりに出演している。
富山は、中川を起用した理由についてスタイルが良くガタイもいいため戦うヒロインをやらせたかったと述べている。豊原は、キャスティング担当の田中忠雄から「これから売れてくる俳優」として推薦された。原田は、大森が監督を務めた『恋する女たち』（1986年）に出演しており、大森の推薦で起用された。ロバート・スコット・フィールドは俳優ではなかったが、大森がパーソナリティを務めていたラジオ番組『ぱんげあクラブ』で共演した縁から起用された。
モールズ役の東銀之介は、ハーフで外国人風の要望であったことから起用された。大森は、同役のイメージキャストとしてオーソン・ウェルズを挙げており、アップのカットのみアメリカでハリウッド俳優を用いて撮ることも検討していたが、予算の都合により不採用となった。ほかに森繁久彌、本多猪四郎、レイモンド・バーも候補に挙がっていた。
外国人俳優は、前作で日本語を話せない俳優が多かった反省から、大森の要望により日本語が話せる人物が集められた。しかし、チャック・ウィルソンについては、大森は日本語が下手でNGを連発していたと述懐している。撮影助手の清久素延は真面目で一生懸命に言葉やイントネーションを覚えていたが、緊迫したセリフのシーンでも和やかな雰囲気になってしまうこともあったと述べている。監督助手の近藤孔明は、あるセリフでウィルソンが13テイク重ね、アフレコでも撮り直しとなっていたことを証言している。
土屋は、ゴジラからは離れたつもりであったが、大森から集大成として出演してほしいと口説かれたという。大森は、土屋が特撮映画を愛しているため現場が非常に楽しく、本人も周囲もやりやすかったと語っている。
大森によればゴジラに縁のある俳優の起用は当初から意図していたものであったといい、東宝特撮のファンであった富山や大森は土屋の出演に喜んだが、旧来の東宝特撮のイメージを一新しようと意識から田中や東宝上層部は難色を示していたという。

#### その他の出演者
『ノストラダムスの大予言』以来17年ぶりに山村聰が首相役を演じている。常連の上田耕一は軍人時代に恐竜を目撃した居酒屋の親父役を、その他、東宝特撮映画への出演は『続・人間革命』以来15年ぶりとなる黒部進をはじめ、時任三郎、ケント・ギルバート、ダニエル・カール、ゴジラファンの森末慎二や風見しんごが主要部分でゲスト出演している。スピルバーグ軍曹役にはスティーブン・スピルバーグを起用するという案も存在した。UFO研究家として知られる矢追純一も本人役で出演した。
新宿戦で自衛隊とともにビルの屋上から撮影を行っているテレビスタッフの一部は、本作品のメイキング番組を撮影していたスタッフである。特撮班カメラマンの江口憲一も参加していたが、技術的な問題によりカットされた。
ラゴス島でのアメリカ兵役のエキストラは20人に満たなかったため、同じエキストラを使いまわして撮影している。

### 制作経緯
前作『ゴジラvsビオランテ』の成績が伸び悩んだことから、当初はモスラをメインに据えた『モスラVSバガン』が企画された。しかし、東宝上層部はゴジラのほうが好成績を期待できると判断し、『vsビオランテ』の上映劇場で観客に実施した昭和ゴジラシリーズの人気敵怪獣のアンケートで男子たちに人気があり、最もリクエストが多かったキングギドラが登場することとなった。
本作品では、ファミリー映画としての制作強化が図られ、「過去の人気キャラクターの登場」「家族で楽しめる複数のキャラクター」「ゴジラの秘密の開示」「タイムトラベル」「ランドマーク破壊」など、多くの要素が盛り込まれた。田中は、前作の観客に子供連れ家族が多かったことから、子供のための映画を作るという意思統一を行ったと述べている。
大森は、前作の時点でゴジラへの思いは出し切ったと考えていたため、当初は続編のオファーに困惑し、新たにできることを考えた結果、ゴジラ誕生の秘密を描くことを思い立ったという。また、DVDの大森のコメントによれば、23世紀の日本の増長や一企業の原子力潜水艦の所有などは、当時バブル経済真っ只中の日本がどこまで肥大化するかわからないことに対する不安と警鐘の意味合いがあったという。富山も、ゴジラ映画は文明に対する批判精神を持った映画であると述べている。未来日本の世界観には、落合信彦や石原慎太郎らの日本論のほか、クライブ・カッスラーの小説『ドラゴンセンターを破壊せよ』（1990年）を参考にしている。大森は、前作を通じてゴジラファンがそれぞれに「ゴジラはこうでなければならない」という想いを持っていることを痛感したといい、前作が様々な要素を取り入れた最大公約数的な内容であったのに対し本作品では自身の考えを軸とした最小公倍数的な作品を目指したと述べている。
大森によれば、タイムトラベルの要素は、前作公開時に田中友幸が隣の劇場で上映されていた『バック・トゥ・ザ・フューチャー PART2』の方が客入りが良いことを指摘していたことから発想したものであるという。過去には東宝プロデューサーの田中文雄がタイムトラベルものの企画を出していたが、田中友幸はタイムトラベルものはSFではないという信念からこれを突っぱねており、田中文雄は本作品の企画が通ったのは田中友幸が弱っていたからではないかと述べていたことを大森が証言している。富山によれば、当初はゴジラ誕生の瞬間としてビキニ諸島での核実験を描くという案もあったが、田中がこれに難色を示し、大森がラゴス島でのエピソードを書き上げたという。
敵を未来人ではなく宇宙人とする案も存在したが、プロデューサーの富山省吾はリアリティに欠けるとの判断から未来人になったと証言している。大森は、未来人の演出は『地球防衛軍』のミステリアンをイメージしたと述べている。
田中から大森には、「全国をキングギドラが縦断し、破壊の限りを尽くす」という展開を加えるという注文があり、作劇においても「2回怪獣の対決を入れ、クライマックスは長めのバトルに」ということと「10分に1回の小さな見せ場と30分に1回の大きな見せ場を用意する」という2つが要求された。
新しいランドマークの破壊は、前作でもTWIN21で行われているが、全国的な知名度は高くなかったため、より強力なキャラクター性を持った建物として都庁が選ばれた。
なお、シノプシスでの仮タイトルは『キングギドラVSゴジラ（仮題）』とされており、脚本内のタイトルコール箇所では『ゴジラ3』と表記されていた。企画段階ではサブタイトルも検討されていた。
本作品は、9月に開催される東京国際映画祭での上映を目指し制作が進められた。これは、撮影を夏に終えることで、公開までの宣伝・セールス期間を長くとるという意図もあった。制作発表は、1991年5月27日に行われた。
防衛庁の協力は前作よりも規模が広がり、陸・海・空すべての自衛隊が撮影に協力した。富山によれば非常に協力的であったといい、打ち合わせは脚本への指摘事項を直すだけの2回で済んだという。

### 撮影
本作品では特撮パートが重視されており、従来の作品よりも怪獣の登場時間が長い。大森は、脚本段階から特撮を前に出すことを意識したと述べている。ゴジラと対峙する新堂など、本編と特撮が相互に意識した演出も特徴である。セットでの撮影は、本編班は東宝スタジオ第8ステージ、特撮班は第9ステージという使い分けが本作品以降慣例化し、隣のスタジオとすることで連携強化が図られた。大森は、前作では普通の映画と同様にワンカットでの長回しを用いていたが、それでは特撮と合わない場面もあったため、本作品ではその反省からズームレンズを用いたりカメラを意識的に動かすなどして特撮のカットに近づけることを意図したと述べている。また、前作では怪獣の戦いと人間のカーチェイスシーンが分離していた反省などから、網走のシーンでは怪獣の戦いとMOTHER内部での戦いをカットバックさせるなどしている。
本編撮影は関口芳則が担当し、前作の加藤雄大による風格ある雰囲気から、娯楽性のあるアクティブなカメラワークとなった。撮影助手の清久素延は、本作品ではセリフにあわせて人物から人物へピントを送るピンティングが多かったと語っている。
撮影では、70mmフィルムによる移動マスク合成とハイビジョン合成を使用している。合成シーンは、本編が70カット、特撮は200カット以上におよんだ。新宿戦のシーンでは、フロントプロジェクションにより都庁前で戦うゴジラとメカキングギドラの手前に報道陣を合成している。
タイムトラベル時の衣装は、工務店向けのユニフォームのカタログから選んだものを用いている。前作にも出演した佐々木勝彦は、本作品では前作よりも予算がかかっていることを感じていたが、この衣装に関しては金がかかっていないことがわかったと述懐している。未来人が着用するヘルメットも、工事用のヘルメットを加工したものである。
本編班は1991年5月10日に伊豆でロケハンを行ったのち、5月11日に福岡の実景ロケでクランクインした。キャストが参加しての本格的な撮影は6月17日から開始された。クランクアップは8月13日であった。
寺沢邸の撮影は、元箱根の貸し一軒家で行われた。未希と真崎が美幌駐屯地でゴジラとキングギドラの戦闘を目撃するシーンは、東宝スタジオ本館の屋上が用いられた。
首相官邸のシーンは茗渓会館で撮影されたが、撮影に時間がかかりデイシーンを夜になっても撮らざるをえず、装飾の遠藤雄一郎は照明が苦労していたことを述懐している。寺沢が官邸にジープで乗り付けるシーンは実際の官邸で撮影しており、大森によれば当時首相であった海部俊樹の長男である海部正樹の伝手で実現したという。
MOTHERを包囲する自衛隊の戦車部隊は、陸上自衛隊富士学校で撮影を行ったが、霧を伴う雨天であった。そのため、脚本ではヘリコプターとなっていた寺沢らの移動手段がトラックに変更された。特殊視覚効果の小川利弘は、本編と特撮の天候の違いに悩み、特撮側のMOTHERのみを切り取り本編側の映像に合成した。大森は、結果的に好天よりも格好良い雰囲気になったと述べている。土橋役の小林昭二や藤尾役の西岡徳馬らも、期せずしてすごい効果になったと現場で感じていたという。未来人と藤尾、土橋との初対面シーンも同学校のグラウンドで撮影された。
寺沢らがMOTHER内部で浮上するシーンは、ブルーバックで撮影された。俳優陣は台の上に立って撮影しているが、土橋役の小林昭二は高所恐怖症のため多量の冷や汗をかいていた。MOA美術館のロケでは、俳優を乗せた板をスタッフが手で持ち上げている。
M11とのカーチェイスシーンは、京浜島で撮影された。
避難する住民のシーンに、一部過去の作品の映像が流用され組み込まれている。
- キングギドラが福岡を攻撃し、避難するシーン - 1989年公開の『ゴジラvsビオランテ』でゴジラが大阪を襲う可能性が高まり避難するシーンの一部[229]。
- ゴジラが札幌を襲う可能性が高まり避難するシーン - 1984年公開の『ゴジラ』でソ連の衛星から誤って核ミサイルが新宿へ向けて発射されたため地下へ避難するシーンの一部[229]。

### 特撮
特撮は、第9スタジオで新宿副都心、福岡市街、札幌、綱走原野のセット、第7ステージで海底、本編のMOTHER内部の撮影をそれぞれ行った。
前作では、操演のワイヤーを隠したいという川北の意図により戦闘シーンは夜が中心となったが、本作品では大森の要望により昼間の戦闘が中心となった。ゴジラの札幌襲撃シーンが唯一のナイトシーンとなった。
美術助手の高橋勲は、前作で撮影日数や予算をオーバーした影響により、本作品ではミニチュアの流用が多かったと証言している。また、照明助手の佐熊慎一は、本作品ではデイシーンが多かったため電気代がかかっていたといい、同時期に撮影を行っていた黒澤明の班と電源の取り合いとなったが、最終的に外部の黒澤側が電源車を用意することとなった。
特撮班は1991年5月10日にクランクイン。前作では、特撮班は途中から2班体制となったが、本作品では班分けは行われず、細かい撮影は助監督が行うに留まった。同日から12日にかけて札幌・福岡・瀬戸大橋での特撮用実景ロケーション撮影が行われた。北海道ロケでは、牧場のウシの映像が特に欲しかったと川北は語っている。しかし、撮影ではウシがまったく動かず、餌で釣っても動きが遅いなど苦労があった。福岡では、東宝九州支社の社員総出による、避難する群衆の撮影も行われた。当初は11日に撮影する予定であったが、雨天により12日に変更された。福岡の空撮映像は川北による絵コンテが用意されており、荒津大橋から一旦福岡タワーを旋回して正面から飛び込む順序が矢印で書かれているほか、天神コアやイムズも明記されていた。
5月16日から20日には、第9ステージでの新宿セットの設営期間を利用して、東宝スタジオのオープンセットおよび大プールでゴジラザウルスが登場するラゴス島のシーンが撮影された。東宝スタジオの造園スペースをジャングルに見立てた撮影は、過去にも広島博覧会のイベント映像撮影で行われており、本作品での撮影はその時のノウハウを用いて当初から予定されていた。川北は、ゴジラではなく恐竜映画を撮るという意識から、ゴジラザウルスのシーンはすべて自然光で撮影している。5月19日の撮影は、スタジオが停電であったため発電機やバッテリーなどで電源を確保して行われた。プールでの米軍の艦船は、『連合艦隊』（1981年）での戦艦大和などのミニチュアを改造したものが用いられた。
5月24日から6月4日にかけては、第9ステージの新宿新都心セットで撮影が行われた。前作では、クライマックスの撮影をスケジュールのラストに持ってきたため日程の圧迫やスタッフの疲弊などにより思った撮影が出来なかったという反省から、本作品ではクライマックスを序盤に撮影することとなった。撮影用カメラが3台使用され、撮影当時に完成したばかりの東京都庁を舞台とする戦闘を展開して破壊し、造られた都庁ミニチュアは完成に1か月を要したうえにその高さは5メートルを超えたため、東宝特撮史上最高の石膏ビルとして大きな話題となった。このミニチュアは、自重で倒壊するのを防ぐため、90センチメートルごとのパーツを組み上げており、内部には鉄骨を仕込んでいる。大きすぎるため一度に壊すことはできず、4回ほどに分けて壊すシーンが撮影されることとなった。造形は片面のみ作られており、カメラが反対側にまわる際はミニチュアを180度動かしている。制作時には、都に図面の提供を求めたが断られ、写真を参考に作られた。川北は、巨大さに気を取られて特徴的な都議会議事堂部分を忘れていたと述べている。
新宿のセットはミニチュアのフルセットではなく、各シーンや各セットでの切り替えに合わせたミニチュア・セットとなった。川北は、このセットは新宿を再現するためのものではなく、映画の効果として壊すためのものであるため、前々作のようにディテールにはこだわらなかったと述べている。新宿三井ビルディングの隣には、実在しないバンダイのビルが置かれている。メインセットの前に別のセットを置くことで、奥行きを出している。
しかし、撮影半ばの6月3日、メカキングギドラがゴジラに飛びかかり都庁舎へ突っ込むというシーンの撮影で、準備中にゴジラとメカキングギドラを吊っていたワイヤーが切れてしまい、スーツ2体が都庁舎のミニチュアに衝突し損壊するというアクシデントが発生した。美術の大澤哲三は、復旧には数日かかると考えたが、川北は翌日までに修復することを指示し、都庁舎の破損箇所には型紙とスプレーを用いて窓状の柄を描いた石膏ボードを貼り付けるという手法で、一晩での修復を実現した。通常、石膏が完全に乾くまで1週間を要するが、川北はなんとかできるだろうと修復後すぐに撮影に入った。
6月18日から21日には第9ステージでゴジラの札幌大通り出現シーンの撮影、6月14日・15日には第7ステージでキングギドラの福岡出現シーンの撮影が行われた。札幌のミニチュアセットでは、公開時の季節を鑑みテレビ塔のデジタル時計の時刻を午後7時に設定したが、本編班がロケを行った際はまだ同時刻では日没には早い時期であったため、編集段階で画像を調整している。さらに雨も降ってきたため、先行する特撮との整合性を考慮して本編パートは地下街のシーンが中心となった。ゴジラがテレビ塔を倒すシーンはカメラ3台で撮影している。
キングギドラの天神襲撃シーンは、映画『空の大怪獣 ラドン』（1956年）に登場する天神襲撃シーンのオマージュである。福岡駅前は当時とは様変わりしていたためまったく同じ構図とはならなかったが、通常より大きめの1/15スケールのミニチュアを用いて同作品に近い雰囲気を表現している。タイアップの看板は更に大きめに作られている。予算の都合でキングギドラの引力光線でビルが爆散するシーンの一部は石膏板に引き伸ばしたビルの写真を貼ったものを爆破している。
6月28日には、大プールでゴジラの上陸シーンやキングギドラの墜落シーンなどが撮影された。後者の撮影では、カメラマンをクレーンで吊り上げている。
7月2日から17日には、第9ステージで網走でのゴジラとキングギドラの対決シーンが撮影された。川北は、同シーンでは破壊する対象がないことから、ゴジラとキングギドラとの戦いをダイナミックに描写することを心がけていた。また、空や陸との立体的な構図も意識している。原野のセットは、様々なカメラポジションをとれるようレールで分割移動できる構造となっており、富士山麓でのMOTHERのシーンにも流用された。7月16日には、簡易小ステージでMOTHERの合成カットが撮影された。
7月12日から17日には、オープンセットや大プールでメカキングギドラの飛行シーンが撮影された。大プールで行われたクライマックスの海上シーンは、水量不足により上から見下ろす構図が中心となった。
7月18日から20日には第7ステージでMOTHER格納庫の撮影、7月24日・25日には第9ステージで深海のシーンが撮影された。深海の描写では、距離感を出すため、現実的なゴジラとの比率では見えないマリンスノーをあえて描いている。疑似海底での潜水艦の表現は、映画『レッド・オクトーバーを追え!』を参考にしている。
クランクアップは8月2日。
キングギドラが中京の石油コンビナートを破壊するシーンは『東京湾炎上』（1975年）の流用で、引力光線の合成を追加している。該当シーンはもともと絵コンテに存在しなかったが、絵コンテにはゴジラが東京湾に上陸して、コンビナートを破壊するシーンが存在する（こちらは撮影されていない）。
キングギドラと空中戦を行うF-15の映像の一部は、東映制作の映画『BEST GUY』（1990年）の映像を流用している。大森によれば、航空自衛隊から戦闘機のライブラリーが借りられなかったため、他社から提供してもらったという。
次作『ゴジラvsモスラ』からはデジタル技術が導入されるため、富山は本作品をアナログ特撮の集大成と評している。

### 音楽
前々作、前作ではシリーズ刷新の意味合いも込めて当時の人気作曲家が音楽を担当したが、「やはり最も有名なテーマを超えるものを造るのは難しいので、やってもらおう」という意向から、本作品では『メカゴジラの逆襲』以来16年ぶりに音楽を伊福部昭が担当した。伊福部は、その間に2度ゴジラ映画での音楽の依頼を体調不良を理由に断っていたが、本作品で3度目であったことから道元の言葉である「三請不止」に従い引き受けた。
ゴジラのテーマ曲が前面に押し出されたほか、キングギドラのテーマ曲や『宇宙大戦争』『キングコング対ゴジラ』『怪獣総進撃』で用いられた旋律が伊福部自らによる編曲を経て再び用いられている。伊福部は、ゴジラとキングギドラのどちらも手掛けてから数十年経っていたことから全面的に変えることを考えていたが、友人から「（伊福部に頼むということは）似たような音を求められているのではないか」と言われ、過去のモチーフを中心とした構成とした。いわゆる「ゴジラのテーマ」は、本来ゴジラを主題にした楽曲ではなかったが、ゴジラの音楽としての認知度が高かったため本作品より明確なテーマ曲として用いられた。例外的に、戦闘機がキングギドラを追撃するシーンで、前作同様にアルバム『OSTINATO』から「ラドン追撃せよ」が流用された が、これは監督の意図が自衛隊主体のシーンだったのに対して伊福部がギドラの主題を用意していたため、新たに作曲し直す時間がなかったことによる。伊福部は、湾岸戦争参加論でゴタゴタするなど当時の自衛隊が勇ましさに欠けていたと感じたため、マーチにすべきかどうか迷っていたことを語っている。
また、伊福部は引き受ける条件として当時すでに廃れていた「撮影所でフィルムを上映しながら録音する」という方法を要望し、大型ステージを貸しきってオーケストラの録音を再度実行するという、非常に手間のかかるレコーディング作業が行われた。当時、東宝スタジオ内での音楽録音を行っていた録音センターはダビング専用のスタジオとなっており、録音機材や譜面台などは処分されていたため、機材や設備を1から揃えることとなった。また、古いスタジオのため電源や録音車のコードを外部から通す穴がなく、ドアを半開きの状態で収録せざるを得なかった。オーケストラは、コンサートとは異なり汚い音を出さねばならないなどの作業に当初は戸惑っていたが、次第に画にあわせて力強い演奏をするようになり、ラストでのエミーの別れの音楽ではフルートとハープが表情をつけすぎるなど、伊福部は薬が効きすぎたと評している。
伊福部は、ダビング作業にも5日間立ち会っており、大森は音楽家とダビングを行ったのは初めてであったと述べている。
冒頭の東宝ロゴでは、ピアノとティンパニの減七の和音による激しい楽曲が挿入された。伊福部は、続く海底のシーンが静かな場面であったものの、静かな導入では前半がだらつくと考え、また東宝60周年でもあることから威勢のよい出だしとした。
キングギドラのテーマは、飛行シーンや襲来シーンはシンバルのみとし、全身を表してからはホルンを中心としたフルオーケストラでの激しい演奏としている。伊福部は、オーケストラが脳震盪を起こしかねない緊迫感のある演奏になったといい、そのため長くはやらなかったと述べている。
当初、伊福部は未来人のモチーフにはシンセサイザーを用いることを検討していたが、本作品の直前に手掛けた映画『土俗の乱声』でオーケストラにシンセサイザーをあわせたがうまくいかなかったため、本作品ではシンセサイザーを用いずピアノ、チェレスタ、ビブラホーンのアコースティック楽器3種類でのアトナルとした。エミーのテーマではハープなど古典的な楽器を用いてアコースティックなものとしている。
ゴジラザウルスのテーマは、ゴジラのテーマとは似て非なる楽曲となっており、後半部は哀愁を感じさせるメロディとなっている。特撮パートで同じ曲が続いていたことから、毛色の異なるゴジラザウルスのテーマが札幌のシーンでも用いられた。ドラットのテーマは、キングギドラの主題を4オクターブ上げ、未来人のテーマと同じくチェレスタ、ビブラホーン、ピアノを用いている。
ラゴス島での日本軍の突撃ラッパについて、伊福部はドラマにあわせた音楽としてはテンポが遅いと感じたが、太平洋戦争での出兵経験者からは「これでいい」との評価を受けたという。
ゴジラと新堂が対峙する場面では、伊福部は新堂が歩き出す場面から音楽を始めるという想定であったため、その直前のゴジラが接近する場面から音楽を始めたいという大森に対し「人間の音楽だから、怪獣に当ててもだめです」と言って反対しており、最終的にはゴジラは新堂の想像の姿だという想定で音を小さくすることで納得したという。
後半の特撮シーンでは、伊福部の体力的な問題もあり、あらかじめ用意したゴジラのテーマやキングギドラのテーマのテンポ違いを選曲段階であてはめている。岩瀬は、戦闘シーンごとの録音を行わなかったため、大森が楽曲の不足を懸念していたことを述懐している。
本作品のサウンドトラックは、平成VSシリーズでは唯一バンダイビジュアルから発売された。販売元であるアポロンの峰松毅は、自身が最初に観た『モスラ対ゴジラ』（1964年）のインパクトを語り、リリース権を獲得したという。録音費用を確保するためCD2枚組とし、2枚目は朝日ソノラマのソノシートをオマージュしたドラマ編とした。翌年から1995年にかけて東芝EMIから発売された『完全収録 伊福部昭 特撮映画音楽 東宝篇』では、本作品の音楽は収録されていない。

### 宣伝
『ゴジラ』（1984年）では漫画雑誌『週刊少年ジャンプ』（集英社）とタイアップを行っていたが、本作品からは小学館の学年誌、『コロコロコミック』、『週刊少年サンデー』などとタイアップを行い、小学館との関係性が強化された。同社の超全集もゴジラシリーズは本作品から発売された。
写真ポスターのゴジラとキングギドラの瞳は色が暗かったので白目が描き加えられている。もともとはゴジラの生物感を出すために前作から引き続いて、白目が分かりにくくなっていたが、それがきっかけとなり次作以降のゴジラは虹彩が明るく、瞳が分かりやすいように造形されるようになった。
ワイドショー番組『森田健作の熱血テレビ』（テレビ朝日、1991年8月16日放送回）の取材で、特撮ファンとしても知られる俳優の京本政樹が新宿セットの撮影現場を訪れた。
9月21日から23日に開催された「第8回古湯映画祭」や11月23日に開催された「伊丹映画祭」などにスタッフ・キャストらが参加した。
10月13日には、中部地区で「ゴジラまつり」が開催され、前売り券購入者はゴジラスーツと記念撮影できることができた。12月7日・8日には、札幌で試写会とトークショーが開催された。

## 評価
前売り券の売上が好調であり、公開直後には梅田で日曜日の動員が7,000人を記録するなど好評を博し、後半は伸び悩んだものの、正月興行の合格ラインとされる10億円を上回る14億5,000万円の配収を記録した。一時は期待されていた20億円には届かなかったものの、これによりシリーズの続行が決定的になったとされ、公開直後には次作の特報が後付された。本作品のヒットは、制作側の狙い通りファミリー層の呼び込みが成功したものとされ、親子2世代をターゲットとした作品づくりが確立された。本作品以降、ゴジラシリーズは『ゴジラvsデストロイア』（1995年）まで毎年12月第2土曜の公開が恒例となった。
予想以上のヒットを受けて、公開後にも新たな宣伝が行われ、キングギドラの都市破壊シーンをメインにしたCMの他に、寺沢とエミーが銃を構える、怪獣映画には珍しい人間がメインのアクション映画風の広告（モノクロ）も新聞に掲載された。北海道向けの新聞広告では、札幌のシーンを用いたものが掲載された。
翌年、読売ジャイアンツに入団する松井秀喜に「ゴジラ」のニックネームがつけられるなど、ゴジラの社会的認知度は増していった。
本作品のラゴス島での米軍描写について米国の退役軍人団体などからクレームがついたほか、ゴジラ誕生の理由をアメリカの水爆実験と明言している点、さらに当時貿易摩擦で悪化していた対日感情からアメリカの配給会社も難色を示し、劇場公開されないどころか英語版すら製作されなかった。本作品が米国で公開・ソフト化されたのは1998年になってからである。

### 受賞
第15回日本アカデミー賞
- 特殊技術賞（特別賞）：川北紘一

第11回藤本賞
- 藤本賞：田中友幸「ゴジラ」他製作

第10回ゴールデングロス賞
- 日本映画部門：優秀銀賞

## 備考
- 1991年7月21日に、名古屋で本作品キャンペーン用のスーツが盗難される騒動があった[出典 173]。東宝側が独自に調査したのち、8月28日より警察での公開捜査となり、マスコミにも大きく取り上げられたほか、東宝でも「捜索願い」と称したポスターを出すなど、結果的には作品のPRになったとして東宝は犯人を不問としたが、翌年3月には次作『ゴジラvsモスラ』の撮影用スーツと本作品のキングギドラの頭部原型が東宝撮影所から盗難される事件も起きた[出典 174]。
- 東京国際映画祭での上映版は合成作業が間に合っていなかったため全国公開版と一部異なっており、後者ではカットされたセリフが存在していたほか、ワイヤー消し作業も行っていなかった[368][107]。以後、同映画祭では未完成バージョンでの上映が恒例となった[107]。
- テレビ放送は、1993年12月25日にフジテレビ『ゴールデン洋画劇場』で初放送された[125]。1995年6月25日にはテレビ東京の日曜ビッグスペシャル枠で放送され、『ゴジラvsデストロイア』の特報が付けれた[125]。2019年5月31日および11月29日にはBS朝日で1995年版が放送された[125]。

## 映像ソフト
- VHSは、1992年7月10日にレンタル開始[31]、同年12月22日に発売された[369][31]。品番 TG4360[370]
- LD
  - 3枚組ボックスは1992年12月1日に発売された[31]。品番 TLL2389[31]
  - 単独版は1993年7月1日に発売された[58][31]。品番 TLL2200[370]
- DVD
  - ジュエルケース版は2002年2月21日発売[371][31]。オーディオコメンタリーは、富山省吾と大森一樹[371]。品番 TDV2639D[31]
  - 2005年4月22日発売の「GODZILLA FINAL BOX」に収録されている[372]。
  - 2008年4月25日発売のトールケース版「ゴジラ DVDコレクションIV」に収録されており、単品版も同時発売[373]。
  - 2014年5月14日には「ゴジラ60周年記念版」として期間限定の廉価版が発売[260]。
  - 2016年6月15日、東宝DVD名作セレクション版発売[374]。
- Blu-rayディスク（ハイビジョンマスター）は2009年11月20日発売。
  - 2014年6月18日には「ゴジラ60周年記念版」として期間限定の廉価版が発売[375]。

## コミカライズ
堀井孝行版
『別冊コロコロコミックスペシャル』（小学館）第43号掲載。脚本：大森一樹、作画：坂井孝行『ゴジラVSキングギドラ』小学館てんとう虫コミックス、1991年。ISBN 4091490727。
ストーリーは映画とほぼ同じだが、三枝美希や新堂を始めとしたラゴス島守備隊関係者は登場せず、前作の主要登場人物である黒木特佐が登場する。単行本化の際に大幅加筆されている。

たかや健二版
『てれびくん』（小学館）1991年11月号から1992年1月号まで連載。
登場人物は寺沢、エミー、林田に絞られており、ドラットはラゴス島でゴジラザウルスに驚いて逃げてしまったという展開になっている。

西川伸司版
『ゴジラVSキングギドラ大百科』（立風書房）に収録。
18ページのダイジェスト展開となっている。

## ノベライズ
- 田中文雄『小説 ゴジラVSキングギドラ』朝日ソノラマ〈ソノラマノベルス〉、1991年。ISBN 4257010339。

コミカライズ版と同様にストーリーは映画に準じるが、冒頭には未来人が金星で「宇宙怪獣のキングギドラ」の死骸から体組織を回収するシーンが追加されていたり、帝洋グループ所有の原子力潜水艦の名前が異なるなど、細かな差異がある。前作に登場した黒木翔の兄が内閣官房長官との設定である。ウィルソンらが日本政府に導入を要求したコンピューターは、地球連邦機関の研究部が開発した、経済活動を制御できる「FRIENDS（フレンズ）」と書かれているなど、映画版では説明が省略されていた部分もある。

## 関連グッズ
ゴジラ怪獣軍団
ゴジラシリーズの歴代怪獣をディフォルメしたミニフィギュア。Part1とPart2があり、Part1は全20種類、Part2は全11種類が作られた。
クリアーカラーを含めると50色以上のカラーバリエーションが存在する。
入場者プレゼントとして配布されたほか、劇場内のカプセル自動販売機でも販売された。
入場者プレゼントに封入された当たり券が出ると「秘密のビッグプレゼント」としてクリスタルバージョン（5体セット）がプレゼントされた。

## 関連作品
『緊急発進セイバーキッズ』（1991年）
本作品と同年に放送されていたテレビアニメ。本作品にも参加しているスタジオOXがメカニカルデザインを手掛けており、同社の杉田篤彦が脚本・絵コンテを担当した第43話はゴジラシリーズのパロディとなっているほか、公開されたばかりの本作品を踏襲した内容となっていた。